# Ландсер
Ландсер (фр. Landser) — коммуна на северо-востоке Франции в регионе Гранд-Эст (бывший Эльзас — Шампань — Арденны — Лотарингия), департамент Верхний Рейн, округ Мюлуз, кантон Брёнстат. До марта 2015 года коммуна административно входила в состав упразднённого кантона Сирентс (округ Мюлуз).

## Географическое положение
Коммуна расположена на расстоянии около 400 км на восток от Парижа, в 100 км южнее Страсбура и в 45 км южнее Кольмара.
Площадь коммуны — 3,04 км², население — 1592 человека (2006) с тенденцией к снижению: 1554 человека (2012), плотность населения — 511,2 чел/км².

## Население
Численность населения коммуны в 2011 году составляла 1561 человек, а в 2012 году — 1554 человека.
| 1962 | 1968 | 1975 | 1982 | 1990 | 1999 | 2006 | 2011 | 2012 |
| ---- | ---- | ---- | ---- | ---- | ---- | ---- | ---- | ---- |
| 339  | 330  | 1750 | 2114 | 1941 | 1687 | 1592 | 1561 | 1554 |

Динамика населения:

## Экономика
В 2010 году из 1028 человек трудоспособного возраста (от 15 до 64 лет) 744 были экономически активными, 284 — неактивными (показатель активности 72,4 %, в 1999 году — 68,4 %). Из 744 активных трудоспособных жителей работали 688 человек (354 мужчины и 334 женщины), 56 числились безработными (35 мужчин и 21 женщина). Среди 284 трудоспособных неактивных граждан 57 были учениками либо студентами, 143 — пенсионерами, а ещё 84 — были неактивны в силу других причин.
На протяжении 2011 года в коммуне числилось 605 облагаемых налогом домохозяйств, в которых проживало 1560 человек. При этом медиана доходов составила 23376 евро на одного налогоплательщика.

## Достопримечательности (фотогалерея)
- Церковь
- Колокольня